# Reocupació soviètica de Letònia
L'Ocupació de Letònia per la Unió Soviètica 1944-1945 es refereix a la re-ocupació de Letònia per la Unió Soviètica des de 1944 fins a 1945. El Grup d'Exèrcits Centre es trobava afeblit, i l'extrem nord de l'assalt soviètic va acorralar al Grup d'Exèrcits del Nord per fer-ho caure en un cercle dintre de la regió de Curlàndia. Els panzers d'Hyazinth Graf Strachwitz von Gross-Zauche und Camminetz havien estat enviats de tornada a la capital d'Ostland, Riga i en ferotges batalles defensives s'havia aturat l'avançament soviètic a la fi d'abril de 1944. Strachwitz havia estat necessari en altres llocs, i no va trigar a tornar a actuar com a cos de bombers del Grup d'Exèrcit. La divisió Panzerverband de Strachwitz es va fragmentar a la fi de juliol. A començaments d'agost, els soviètics estaven novament llestos per intentar separar el Grup d'Exèrcits Nord del Grup d'Exèrcits Centre.

## Ofensiva del Bàltic
L'Ofensiva del Bàltic, va ser una operació ofensiva executada per les forces de l'Exèrcit Roig contra les forces alemanyes de la Wehrmacht a la regió dels estats bàltics durant l'estiu i la tardor de 1944, en el context de la Segona Guerra Mundial. Tres fronts soviètics, un total d'11 regiments actius, es van enfrontar als Grups d'Exèrcits Nord i Centre, quatre exèrcits al Bàltic. Al terme de les operacions va acabar sent aïllat un grup d'exèrcits alemany a Curlàndia, que es mantindria en aquesta situació fins al final de la guerra.
El 21 de setembre els soviètics van aconseguir reprendre la línia costanera bàltica i van trencar definitivament el contacte terrestre entre les dues grans forces alemanyes. Malgrat això les tropes soviètiques van seguir el seu avançament i per al final de l'ofensiva, el 24 d'octubre, havien reprès Riga i expulsat als alemanys de la regió oriental de Letònia.

## Ocupació de Curlàndia
El 15 de gener de 1945 el Grup d'Exèrcits Nord va ser tornat a anomenar com Grup d'Exèrcits Curlàndia (Heeresgruppe Kurland) sota el comandament del Coronel General Lothar Rendulic. Fins al final de la contesa, el Grup d'Exèrcits, incloent unitats letones de les Waffen-SS, van continuar bloquejats a Curlàndia. Accions realitzades per l'Exèrcit Roig contra la Borsa de Curlàndia van continuar fins a la rendició del Grup d'Exèrcits Curlàndia el 9 de maig de 1945. Prèviament el 8 de maig el Reichspräsident Karl Dönitz va ordenar al Coronel General Carl Hilpert -l'últim comandant del Grup d'Exèrcits- que es rendís. Hilpert, el seu Estat major i l'oficialitat de la resta de l'agrupació es van rendir davant el Mariscal Leonid Góvorov, comandant del Setge de Leningrad. Per aquesta època encara resistien els romanents de 27 divisions i una brigada.

## Repúbliques Bàltiques
Encara que la resistència armada va ser derrotada, les poblacions van romandre antisoviètiques. Això va ajudar els ciutadans bàltics per organitzar un nou moviment de resistència la nomenada Revolució Cantant a la fi de 1980, i recuperar la seva independència el 1991, per desenvolupar-se ràpidament una societat moderna.

## Pèrdues de Letònia

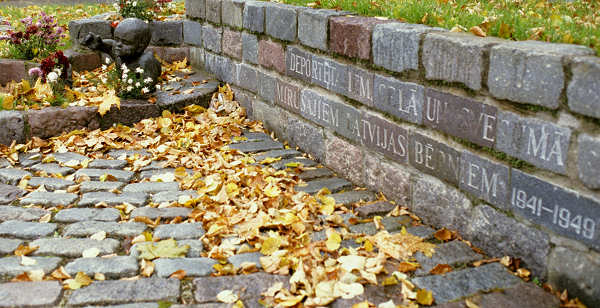
Memorial als nens letons morts durant l'exili, 1941–1949.

Les pèrdues de la Segona Guerra Mundial a Letònia es troben entre les més altes d'Europa Les estimacions de la pèrdua de població se situen en el 30% de Letònia. Morts per la guerra i l'ocupació s'han estimat en 180.000 a Letònia. Inclouen les deportacions soviètiques el 1941, les deportacions alemanyes, i les víctimes de l'Holocaust.